# Proctor (Minnesota)
Proctor es una ciudad ubicada en el condado de St. Louis en el estado estadounidense de Minnesota. En el Censo de 2010 tenía una población de 3057 habitantes y una densidad poblacional de 394,09 personas por km².

## Geografía
Proctor se encuentra ubicada en las coordenadas 46°44′33″N 92°13′39″O / 46.74250, -92.22750. Según la Oficina del Censo de los Estados Unidos, Proctor tiene una superficie total de 7.76 km², de la cual 7.76 km² corresponden a tierra firme y (0%) 0 km² es agua.

## Demografía
Según el censo de 2010, había 3057 personas residiendo en Proctor. La densidad de población era de 394,09 hab./km². De los 3057 habitantes, Proctor estaba compuesto por el 96.76% blancos, el 0.16% eran afroamericanos, el 1.14% eran amerindios, el 0.39% eran asiáticos, el 0% eran isleños del Pacífico, el 0.23% eran de otras razas y el 1.31% pertenecían a dos o más razas. Del total de la población el 1.21% eran hispanos o latinos de cualquier raza.